# Micrurus nigrocinctus
Espèce
Synonymes
- Elaps nigrocinctus Girard, 1854
- Elaps divaricatus Hallowell, 1855

Micrurus nigrocinctus ou serpent corail d'Amérique Centrale est une espèce de serpents de la famille des Elapidae. 

## Répartition
Cette espèce se rencontre en Colombie, au Panama, au Costa Rica, au Nicaragua, au Salvador, au Honduras, au Guatemala, au Belize et au Yucatán et au Chiapas au Mexique, .

## Description
C'est un serpent venimeux.

## Liste des sous-espèces
Selon The Reptile Database (17 décembre 2013) :
- Micrurus nigrocinctus babaspul Roze, 1967
- Micrurus nigrocinctus coibensis Schmidt, 1936
- Micrurus nigrocinctus divaricatus (Hallowell, 1855)
- Micrurus nigrocinctus nigrocinctus (Girard, 1854)
- Micrurus nigrocinctus ovandoensis Schmidt & Smith, 1943
- Micrurus nigrocinctus wagneri Mertens, 1941
- Micrurus nigrocinctus zunilensis Schmidt, 1933

## Publications originales
- Girard, 1854 "1855" : Abstract of a Report to Lieut. James M. Gilliss, U.S.N., upon the Reptiles collected during the U.S.N. Astronomical Expedition to Chili. Proceedings of the Academy of Natural Sciences of Philadelphia, vol. 7, p. 226–227  (texte intégral).
- Hallowell, 1855 : Contributions to South American Herpetology. Journal of the Academy of Natural Sciences, Philadephia, sér. 2, vol. 3, p. 33-36 (texte intégral).
- Mertens, 1941 : Eine neue Korallennatter aus Mexiko. Senckenbergiana, vol. 23, no 4/6, p. 216-217.
- Roze, 1967 : A check list of the New World venomous coral snakes (Elapidae), with descriptions of new forms. American Museum Novitates, no 2287, p. 1-60 (texte intégral).
- Schmidt, 1933 : Preliminary account of the coral snakes of Central America and Mexico. Zoological series of the Field Museum of Natural History, vol. 20, p. 29-40 (texte intégral).
- Schmidt, 1936 : Notes on Central American and Mexican coral snakes. Zoological series of Field Museum of Natural History, no 20, p. 205-216 (texte intégral).